# Murphy (Teksas)
Murphy je grad u američkoj saveznoj državi Teksas. Prema popisu stanovništva iz 2010. u njemu je živjelo 17.708 stanovnika.